# Khauxas
Khauxas, auch Khauchas, ist eine Ansiedlung in der Region Hardap im geografischen Zentrum Namibias. Sie liegt 45 Kilometer südwestlich von Rehoboth und gehört zum Wahlkreis Rehoboth-Land. Khauxas besteht aus 30 Haushalten mit ungefähr 80 Einwohnern. Der Ort wurde 2011 elektrifiziert. Hier finden sich u. a. eine Kirche und eine Schule, die Petrus-Vries-Grundschule.